# اولیویه ژان
اولیویه ژان (انگلیسی: Olivier Jean؛ زادهٔ ۱۵ مارس ۱۹۸۴) اسکیت‌باز سرعت، و اسکیت‌باز سرعت، اهل کانادا است.